# Frédéric-Auguste III
Pour les articles homonymes, voir Frédéric-Auguste de Saxe.
Frédéric-Auguste III (en allemand : Friedrich August Johann Ludwig Karl Gustav Gregor Philipp), né le 25 mai 1865 à Dresde et mort le 18 février 1932 au château de Sibyllenort, fils aîné du roi Georges Ier et de Marie-Anne de Portugal, est un membre de la maison de Wettin et le dernier roi de Saxe. Il monte sur le trône après la mort de son père en 1904 et participe à la Première Guerre mondiale, en tant que souverain d'un royaume fédéré au sein de l'Empire allemand. Il abdique le 13 novembre 1918, après le triomphe de la révolution allemande en Saxe.

## Biographie

### Famille

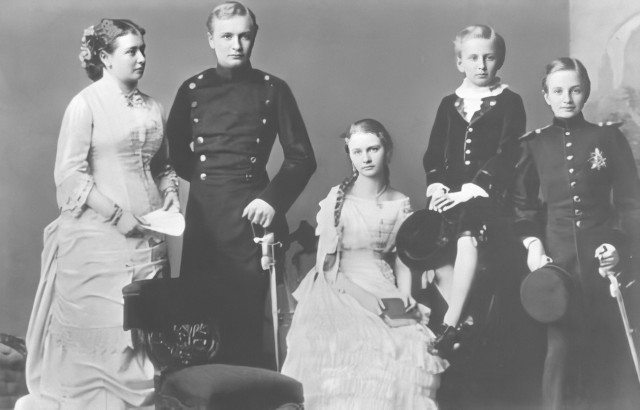
Frédéric-Auguste parmi sa fratrie (second à gauche), vers 1880

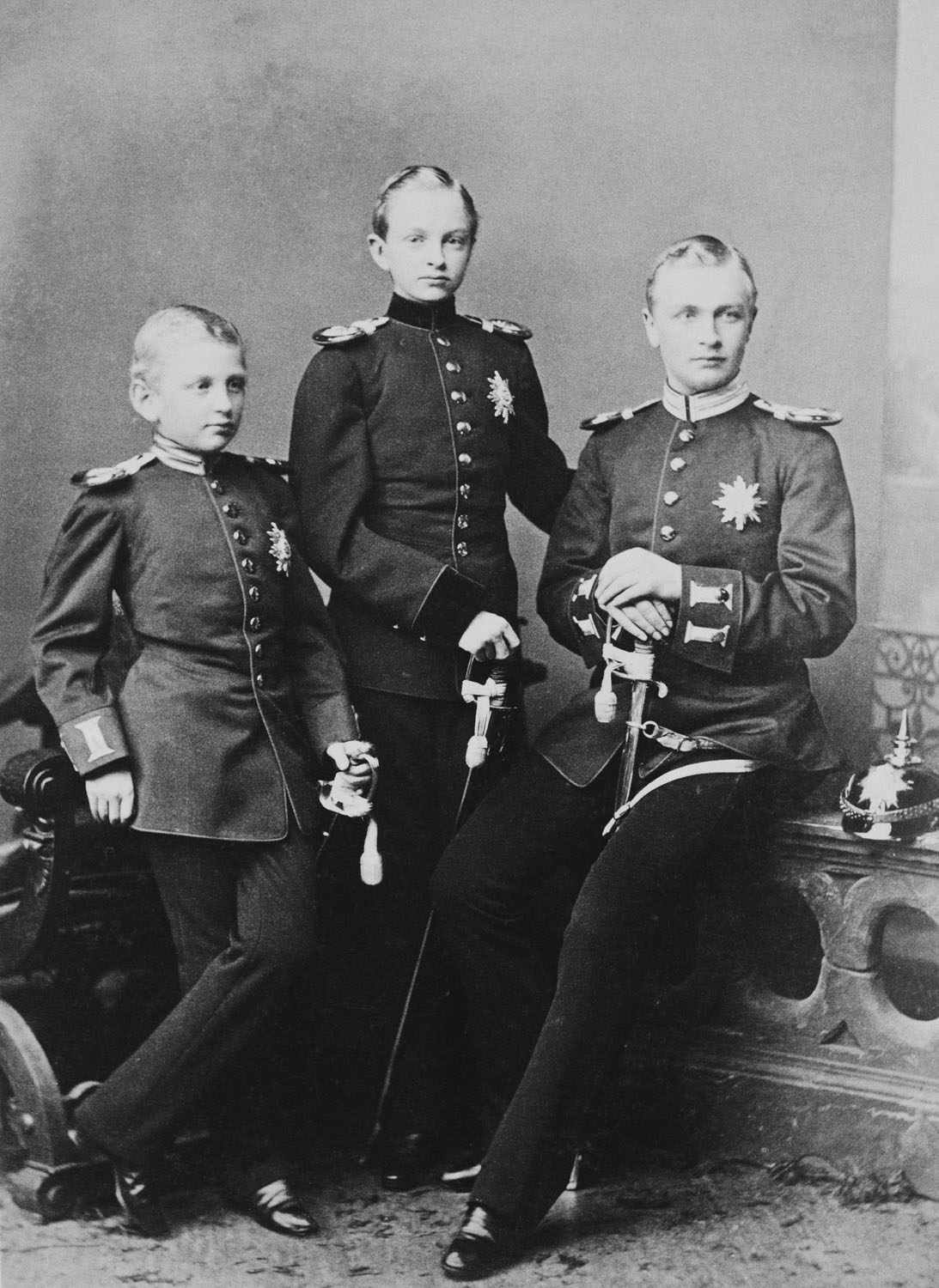
Maximilien, Jean-Georges et Frédéric-Auguste de Saxe

Fils du roi Georges Ier et de son épouse Marie-Anne de Portugal, Frédéric-Auguste est né en 1865 à la cour de Dresde sous le règne de son grand-père, le roi Jean Ier.
Par son père, il est le descendant direct du roi de Pologne Auguste III. Par sa mère qui est cousine avec Isabelle du Brésil , il est le petit-fils du roi Ferdinand II et de la reine Marie II, et ainsi que le cousin du roi Charles Ier de Portugal.
Il est le quatrième enfant et premier fils d'une fratrie de huit enfants dont : Mathilde, Marie-Josèphe, Jean-Georges, Maximilien et Albert Charles de Saxe. Petit-fils du roi Jean Ier de Saxe, à sa naissance, il est le troisième dans la ligne de succession au trône après son oncle, le prince royal Albert et son père le prince Georges. Son grand-père meurt en 1873. Le prince Frédéric-Auguste devient prince royal en 1902 à la mort de son oncle le roi Albert Ier.

### Mariage et descendance

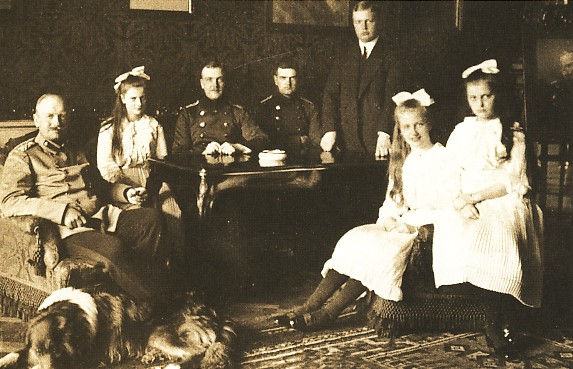
Frédéric-Auguste III et ses enfants en 1914

Frédéric-Auguste épouse à Vienne le 21 novembre 1891 l'archiduchesse Louise-Antoinette d'Autriche (1870 – 1947), fille du grand-duc Ferdinand IV de Toscane et de la princesse Alice de Bourbon-Parme, une nièce du comte de Chambord.
Sept enfants sont nés de cette union :
- Georges de Saxe, prince héritier de Saxe (1893 – 1943) ; il renonce à ses droits et entre dans les ordres en 1924 ;
- Frédéric-Christian de Saxe (1893 – 1968), margrave de Misnie ; en 1923, il épouse Elisabeth Helene de Tour et Taxis (1903 – 1976) ;
- Ernest-Henri de Saxe (1896 – 1971) ; en 1921, il épouse Sophie de Luxembourg (1901 – 1941), puis en 1947 Virginia Dulon ;
- Marie de Saxe (1898 – 1898) ;
- Marguerite de Saxe (1900 – 1962) ; en 1920, elle épouse Frédéric de Hohenzollern ;
- Marie-Alix de Saxe (1901 – 1990) ; en 1921, elle épouse François-Joseph de Hohenzollern, prince de Emden et frère jumeau de Frédéric de Hohenzollern  ;
- Anne de Saxe (1903 – 1976) ; en 1924, elle épouse Joseph-François de Habsbourg-Lorraine (mort en 1957), puis en 1972 Reginald Kazanjian.

La princesse royale Louise-Antoinette noue une relation adultérine avec André Giron, le précepteur de ses enfants. En décembre 1902, enceinte de son septième enfant, elle quitte la cour pour rejoindre son amant à Genève. Le scandale est énorme. Le divorce des princes est prononcé dès le 11 février 1903 par un tribunal spécial. L'ex-princesse royale met au monde le 4 mai une fille qu'elle confie à la cour de Saxe. L'empereur d'Autriche, chef de sa Maison, lui retire son titre d'archiduchesse et lui interdit d'arborer les armes de la maison de Habsbourg-Lorraine, y compris celles de la branche de Toscane. Pour lui éviter l'opprobre d'une vie roturière, son père lui accorde le titre de comtesse de Montignoso. Ce divorce aura des conséquences tant sur le plan privé que sur le plan politique car les Saxons envoient 23 députés (sur 24 mandats) du SPD au Reichstag lors des élections législatives du 16 juin 1903. Les adversaires des socialistes analysent ce succès comme le résultat de la fugue de la princesse héritière et de la campagne des pasteurs protestants contre la maison royale de Saxe.
Louise de Toscane se remarie en 1907 à Enrico Toselli, un compositeur italien dont elle a un fils. Elle écrit ses mémoires qui seront édités en 1911 avant de divorcer une seconde fois en 1912.

### Roi de Saxe

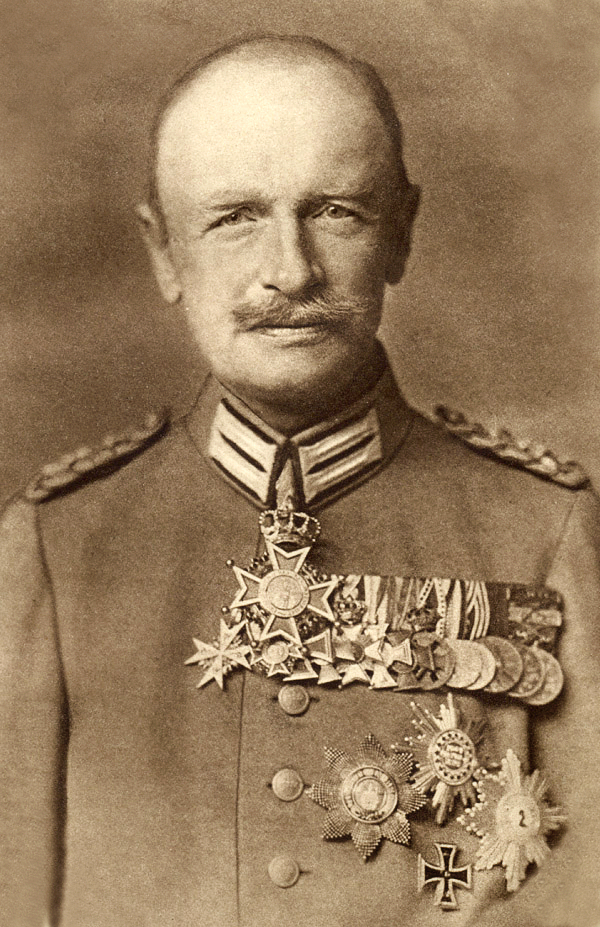
Le roi Frédéric-Auguste III en uniforme (1916).

En 1902, après la mort de son oncle Albert Ier, son père devient roi sous le nom de Georges Ier. Deux ans plus tard, le roi meurt le 15 octobre 1904 à l'âge de 72 ans. Frédéric-Auguste devient ainsi le septième roi de Saxe sous le nom de Frédéric-Auguste III.
À la veille de la Première Guerre mondiale, l'Empire allemand est un pays encore mal unifié, dominé par la Prusse qui lui a légué ses traditions aristocratiques et militaires. La démocratisation du pays est de surcroît très incomplète. Si le Reichstag est élu au suffrage universel masculin, les votes au parlement prussien (divisé entre Chambre des représentants et Chambre des seigneurs) se font encore par classes. En outre, l'empereur ne tient compte des votes du Reichstag que lorsqu'ils sont conformes à ses propres objectifs. Face à l'immobilisme politique, l'opposition se renforce et, aux élections de 1912, remporte la majorité face au bloc gouvernemental. Le Parti social-démocrate d'Allemagne (SPD) devient le premier parti du Reichstag ; le mouvement syndical progresse également et l'Allemagne compte, en 1914, quatre millions de syndiqués — dont deux millions et demi pour les syndicats liés au SPD — contre un million en France. Mais si la social-démocratie allemande gagne en influence au début du XXe siècle, elle ne cesse parallèlement de se modérer sur le plan doctrinal et, sous la double influence d'Eduard Bernstein et de Carl Legien, abandonne progressivement ses ambitions révolutionnaires au profit du réformisme.

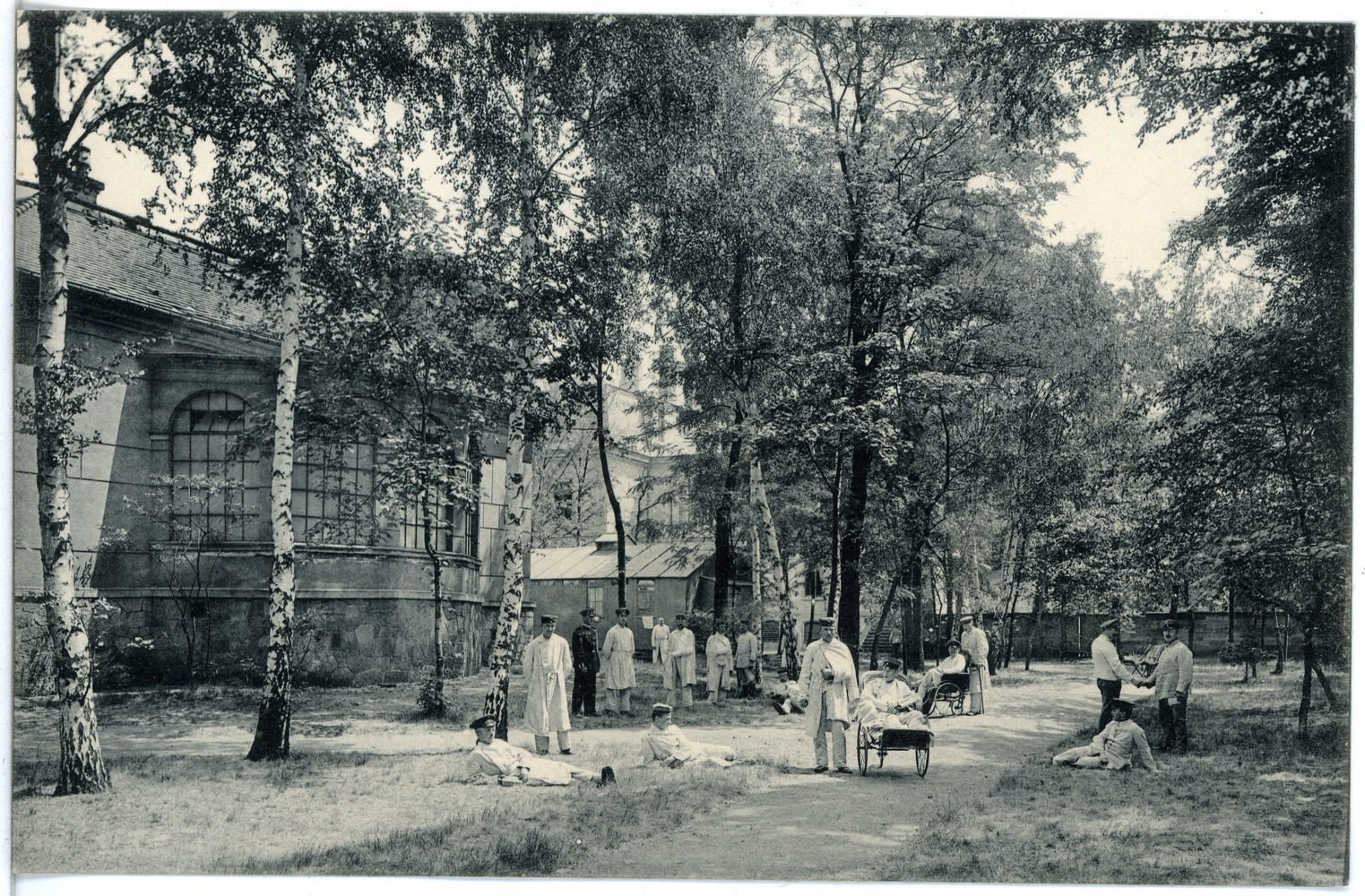
Hôpital militaire à Dresde en 1915.

Lorsque éclate la Première Guerre mondiale en 1914, Frédéric-Auguste est en vacances au Tyrol du Sud. Il rentre aussitôt à Dresde mais la mise en vigueur de la loi martiale, à la suite de la mobilisation générale, lui retire toute autorité politique. Il est le seul des souverains allemands à n'avoir exercé aucun commandement militaire pendant le conflit : l'armée saxonne, partie de l'Armée impériale allemande, est placée sous le commandement du général Max von Hausen. De 1914 à 1918, la Saxe mobilise un million d'hommes dont 750 000 sont envoyés au front : 212 000 sont tués, 334 000 blessés et 42 000 faits prisonniers. La population souffre de la disette, particulièrement pendant l'« hiver des rutabagas » de 1916-1917.
En 1918, la situation de l'Empire allemand est critique sur les plans militaire et économique. Soumise à un blocus par les pays de la Triple-Entente, l'Allemagne connaît une grave inflation, qui entraîne des situations de misère et de pénurie. L'entrée en guerre des États-Unis aggrave singulièrement le contexte militaire et le mécontentement est général au sein des troupes de l'Armée impériale allemande. Le 28 janvier débute une grève générale des ouvriers allemands pour « la conclusion rapide d’une paix sans annexion », pour la levée de l’état de siège (en place depuis le début de la guerre), pour la libération des prisonniers politiques, et pour la démocratisation des institutions.

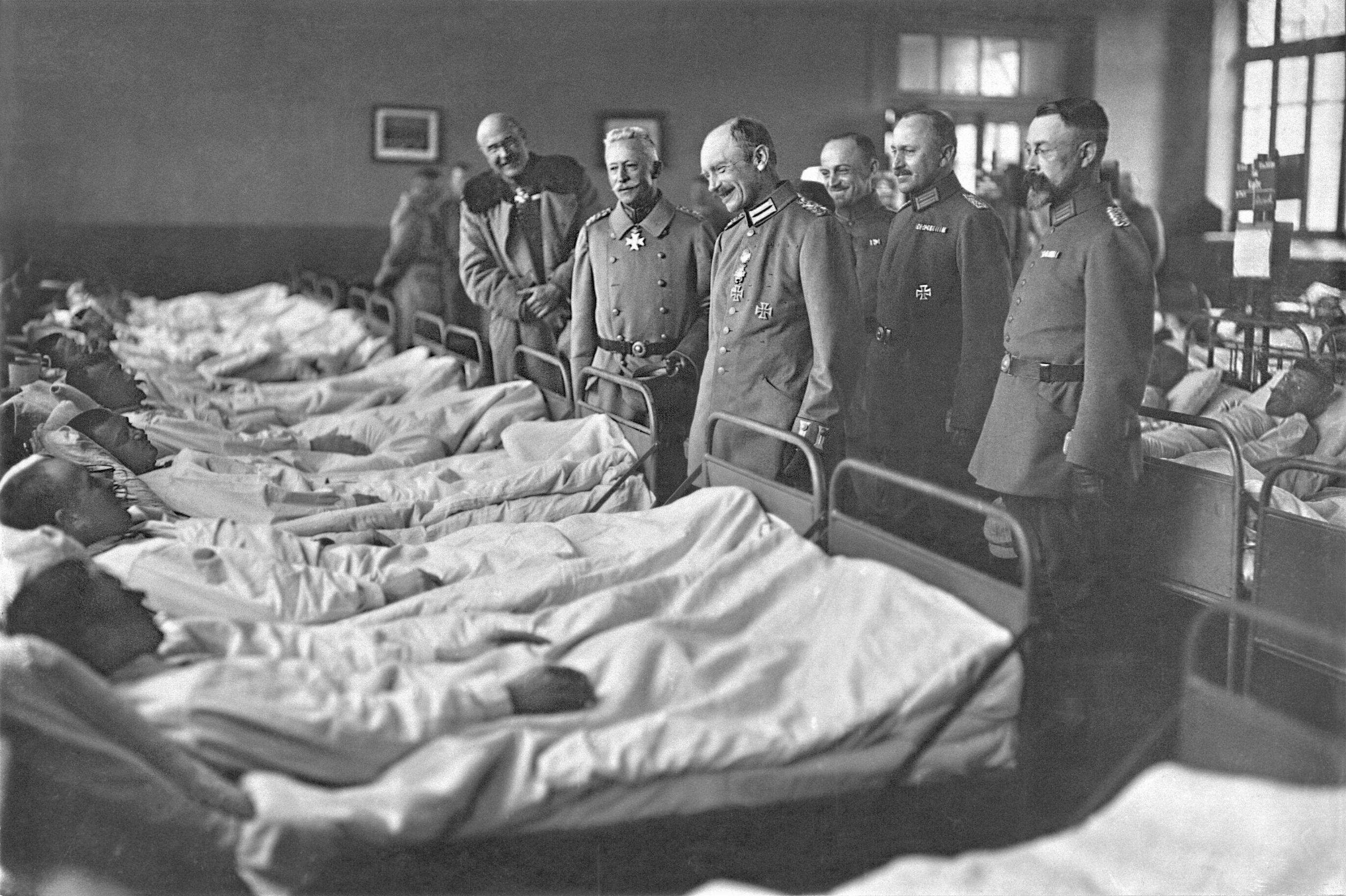
Frédéric-Auguste III visitant un hôpital sur le front en 1917.

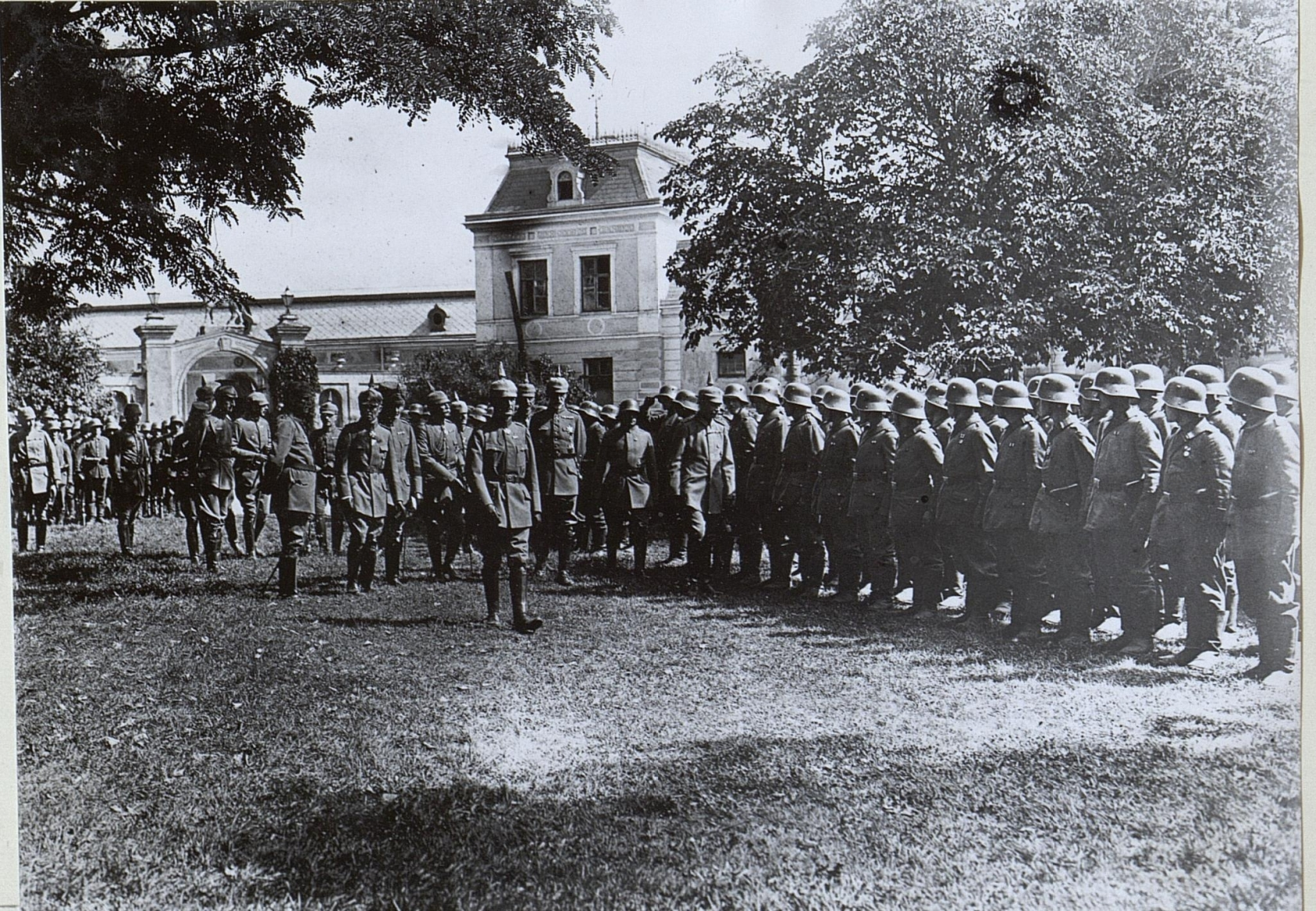
Frédéric-Auguste III visitant les troupes à Khorostkiv (Galicie) le 6 septembre 1917 guerre mondiale.

Le 28 octobre, la constitution impériale est modifiée, faisant de l'empire allemand une monarchie parlementaire. Le chancelier dépend désormais de la confiance du Reichstag et exerce des responsabilités accrues, tandis que le pouvoir de l'empereur est constitutionnellement limité. L'accord du Reichstag devient en outre nécessaire pour déclarer la guerre ou conclure la paix. Dans le même temps, le pouvoir militaire s'efface : Ludendorff, général en chef des armées, démissionne sous un prétexte mineur. Avec l'accord du maréchal Hindenburg, le nouveau quartier-maître général Wilhelm Grœner déclare que l'armée se tiendra à l'écart de toute négociation d'armistice.
D'emblée, le nouveau régime se trouve confronté à une situation de type insurrectionnel : le 29 octobre, les marins des navires de guerre de la base de Kiel refusent d'appareiller pour mener une opération que leur hiérarchie entendait mener « pour l'honneur » : s'ensuivent les mutineries de Kiel, qui marquent l'un des points de départ du processus révolutionnaire en Allemagne. Le secrétaire d'état Conrad Haußmann et le rapporteur des affaires maritimes du SPD, Gustav Noske, sont envoyés parlementer avec les matelots. Bien que Noske, accueilli avec enthousiasme et porté à la présidence du conseil d'ouvriers et de marins, parvienne à calmer les marins en leur promettant une amnistie, le mouvement s'étend et, outre Kiel, contrôle le 6 novembre Lübeck, Brunsbüttel, Hambourg, Brême et Cuxhaven. En gagnant en importance, le mouvement prend un caractère plus politique : à Stuttgart, le 4 novembre, un conseil ouvrier, constitué après une grève générale, se déclare prêt à signer la paix au nom du Wurtemberg et réclame l'abdication de Guillaume II. A Munich, le 7 novembre, le socialiste Kurt Eisner, membre de l'USPD, prend la parole lors d'un défilé du SPD et appelle la foule à prendre le contrôle de la ville : les points stratégiques de Munich sont rapidement pris sans rencontrer de résistance de la part de la troupe. Le 8 novembre, le conseil d'ouvriers, de paysans et de soldats constitué lors de l'insurrection porte à sa présidence Kurt Eisner, qui proclame la « République socialiste de Bavière » ; le roi de Bavière Louis III et la famille royale des Wittelsbach prennent la fuite. 

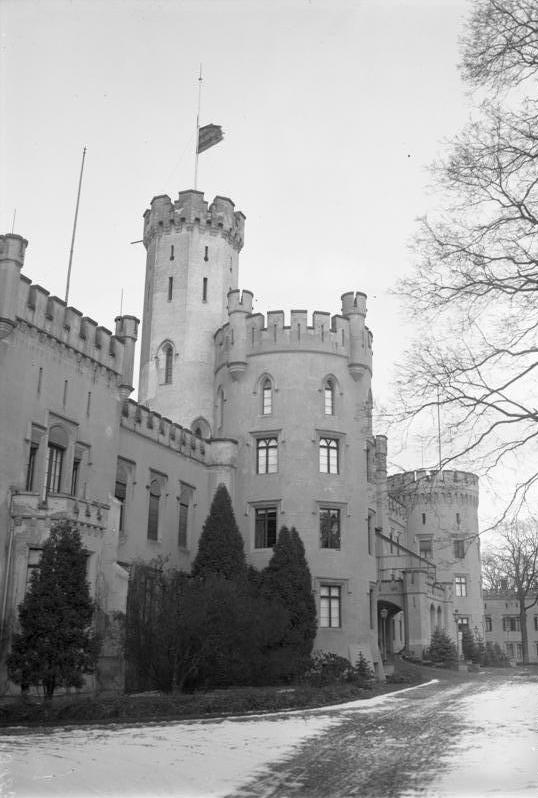
Le château de Sibyllenort avec la bannière royale à mi-mât lors des funérailles de Frédéric-Auguste en février 1932.

Le même jour, Dresde et Leipzig se soulèvent. Le 13 novembre 1918, Frédéric-Guillaume III abdique ; l'histoire lui attribue un « Démerdez-vous tout seuls ! » (« Macht doch eiern Dreck alleene! ») lancé à l'adresse des insurgés qui, n'ayant pas prévu un retrait du trône aussi rapide, étaient venus demander conseil à l'ex-roi pour opérer la transition dans la légalité.

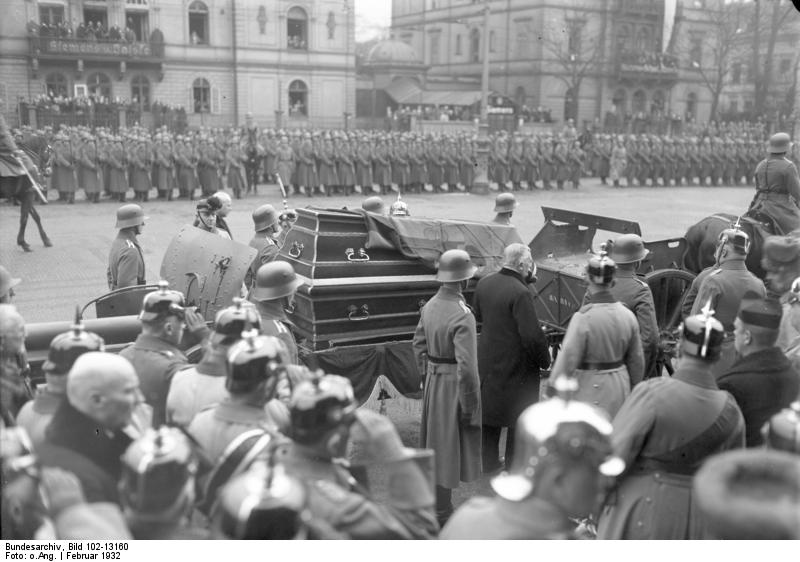
Enterrement de Frédéric-Auguste III à Dresde en février 1932.

En 1926, le Reichstag vote une loi d'expropriation sans indemnité des anciens princes (en) mais, à cause de l'obstruction du président Paul von Hindenburg, le texte doit être soumis à un référendum. 14,5 millions d'électeurs votent pour l'expropriation, 590 000 contre. Comme le seuil de 50% de participation n'est pas atteint, le référendum est déclaré invalide. Par la suite, les propriétés des princes seront nationalisées en échange d'une indemnité.
Frédéric-Auguste meurt le 18 février 1932 à Sibyllenort (aujourd'hui Szczodre), propriété familiale au nord de Breslau en Silésie, et son corps est rapatrié à Dresde pour y être enterré avec les honneurs militaires.